# Rafał Niżankowski
Rafał Tomasz Niżankowski (ur. 7 lipca 1947 w Cieplicach Śląskich-Zdroju) – polski lekarz chorób wewnętrznych, anestezjolog, profesor nauk medycznych, nauczyciel akademicki Uniwersytetu Jagiellońskiego i urzędnik państwowy, były wiceminister zdrowia. 

## Życiorys
Jest specjalistą chorób wewnętrznych, anestezjologiem. Ukończył studia na Wydziale Lekarskim Akademii Medycznej w Krakowie, gdzie był zatrudniony w latach 1976–1989. W 1991 uzyskał habilitację na Wydziale Lekarskim Akademii Medycznej im. Mikołaja Kopernika w Krakowie na podstawie pracy „Prostacyklina w leczeniu chorób tętnic obwodowych”. Jest promotorem licznych prac doktorskich oraz recenzentem prac doktorskich i habilitacyjnych. Kierował kilkoma projektami medycznymi, jest również autorem publikacji naukowych z dziedziny medycyny. 
W latach 1989–1994 był dyrektorem departamentu nauki w Ministerstwie Zdrowia i Opieki Społecznej, następnie zaś do 2001 stał na czele Centrum Monitorowania Jakości w Ochronie Zdrowia w Krakowie przyznającego placówkom medycznym certyfikaty jakości – był twórcą Centrum. W 1994 rozpoczął pracę w Collegium Medicum UJ. 
Na początku lat 90. związany z KLD. W rządzie Marka Belki pełnił funkcję podsekretarza stanu w resorcie zdrowia odpowiedzialnego za ratownictwo medyczne i kształcenie podyplomowe. Został odwołany 2 grudnia 2004 na skutek opinii wyrażonej w liście do członka Komisji Europejskiej Davida Byrne’a, iż nie można ofiarować dobrego zdrowia wszystkim mieszkańcom Europy, bo niektórzy z nich nie chcą być w dobrym zdrowiu – oni potrzebują być chorzy, by odgrywać swoje społeczne role; lub ponieważ mają złe geny albo po prostu nie maja szczęścia w życiu. Drugim powodem, dla którego nie lubię frazy „dla wszystkich” jest bliski związek tego stwierdzenia z komunistycznym sloganem. 
Z jego inicjatywy powstała Agencja Oceny Technologii Medycznych, był kandydatem na jej szefa. W 2008 został szefem Wojewódzkiej Stacji Sanitarno-Epidemiologicznej w Krakowie, a zarazem Małopolskim Państwowym Wojewódzkim Inspektorem Sanitarnym. 
Jest pracownikiem kliniki prof. Andrzeja Szczeklika oraz kierownikiem Zakładu Angiologii II Katedry Chorób Wewnętrznych UJ. 
Obecnie jest wiceprezesem Fundacji Katedry Chorób Wewnętrznych Collegium Medicum Uniwersytetu Jagiellońskiego, przewodniczącym Konfederacji Akredytacyjnej Dla Ochrony Zdrowia, a także członkiem zarządu Towarzystwo Promocji Jakości Opieki Zdrowotnej w Polsce. Wcześniej był wiceprezesem Polskiego Towarzystwa Angiologicznego.
Działa w grupie „Ujawnić prawdę”. 

## Odznaczenia
- Złoty Krzyż Zasługi (2016)[8]

## Publikacje
- Prostacyklina w leczeniu chorób tętnic obwodowych, Kraków 1986
- Medycyna rodzinna (red. M. Kochen; redaktorzy naukowi polskiego wydania Rafał Niżankowski i Adam Windak), Wydawnictwo Lekarskie PZWL, Warszawa 1996
- Ekonomika medycyny: kompendium dla lekarzy i studentów medycyny (red. Jarosław J. Fedorowski i Rafał Niżankowski), Wydawnictwo Lekarskie PZWL, Warszawa 2002.
- Henrik R. Wulff, Peter C. Gøtzsche, Racjonalna diagnoza i leczenie: wprowadzenie do medycyny wiarygodnej czyli Evidence-Based Medicine (redaktor naukowy wydania polskiego Rafał Niżankowski), PPUiOT „Aktis”, Łódź 2005.